# Giosafat Barbaro
Giosafat Barbaro (Venezia, 1413 – Venezia, 1494) è stato un diplomatico, esploratore, politico e mercante italiano, cittadino della Repubblica di Venezia.
Era membro della famiglia Barbaro di Venezia, e viaggiò tantissimo per la sua epoca.

## Famiglia
Giosafat Barbaro nacque da Antonio e Franceschina Barbaro in un palazzo del Campo di Santa Maria Formosa. Divenne membro del Senato veneziano nel 1431. Nel 1434 sposò Nona Duodo, figlia di Arsenio Duodo. Giosafat e Nona ebbero tre figlie ed un figlio, Giovanni Antonio.

## Viaggi a Tana

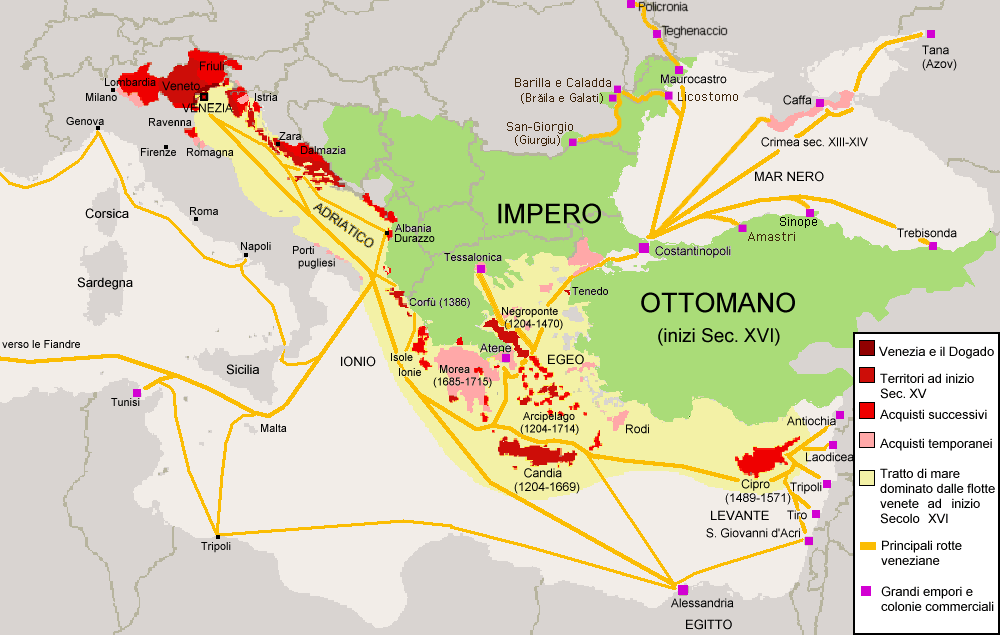
L'impero veneziano con tracciate le rotte commerciali. I possedimenti veneziani sono evidenziati in rosso

Dal 1436 al 1452 Barbaro viaggiò come mercante nella colonia genovese di Tana sul Mar d'Azov. In questo periodo l'Orda d'Oro si stava disintegrando a causa delle rivalità politiche.
Nel novembre del 1437 Barbaro venne a sapere del tumulo funerario dell'ultimo re degli Alani, circa 32 km a monte del fiume Don rispetto a Tana.
 Barbaro ed altri sei uomini, un insieme di mercanti veneziani ed ebrei, assunsero 120 uomini per scavare il kurgan nel quale ritenevano trovarsi un tesoro. Quando le condizioni atmosferiche si dimostrarono troppo rigide se ne andarono per poi fare ritorno nel marzo 1438, senza però trovare nessun tesoro. Barbaro annotò con precisione tutte le informazioni riguardo agli strati di terra, il carbone, le ceneri, il miglio e le squame di pesce che componevano il tumulo. Gli odierni studiosi hanno dedotto che non si trattava di un tumulo funerario, ma di resti culinari accumulati nel corso dei secoli. I resti degli scavi di Barbaro furono ritrovati negli anni 1920 dall'archeologo russo Alexander Alexandrovich Miller.
Nel 1438 la Grande Orda di Küchük Muhammad avanzò fino a Tana. Barbaro si recò in qualità di emissario presso i Tatari per convincerli a non attaccare Tana. In seguito Barbaro fece parte di un gruppo che respinse centinaia di razziatori Adighè. Barbaro visitò molte città della Crimea, comprese Solcati, Soldaia, Cembalo e Caffa. Si recò anche in Russia dove visitò Kazan e Novgorod.
Giosafat Barbaro non passò tutti gli anni tra il 1436 ed il 1452 in Tartaria Nel 1446 fu eletto nella Quarantia. Nel 1448 fu nominato Provveditore delle colonie di Modone e Corone nel Peloponneso e rimase in carica per un anno, dopodiché diede le dimissioni. Essendoci un regolare commercio tra Venezia e Tana in quel periodo, sembra probabile che Barbaro si sia recato a Tana per commerciare prima di fare ritorno a Venezia per l'inverno. Barbaro smise di effettuare questi viaggi quando il Khanato di Crimea divenne uno Stato vassallo dell'Impero ottomano. Barbaro tornò a Venezia nel 1452, attraversando Russia, Polonia e Germania. Nel 1455 Barbaro liberò un paio di Tatari che aveva trovato a Venezia, li ospitò per due mesi e poi li rimandò a Tana.

## Carriera politica
Nel 1460 Giosafat Barbaro fu eletto al Consiglio di Tana, ma rifiutò la nomina. Nel 1463 fu nominato provveditore dell'Albania. Mentre vi si trovava, Barbaro combatté con Lekë Dukagjini e Scanderbeg contro i Turchi. Il provveditore Barbaro unì le proprie forze con quelle di Dukagjini e Nicolo Moneta per formare un corpo ausiliario di 13000 uomini inviato a sciogliere il secondo assedio di Croia. Dopo la morte di Scanderbeg Barbaro tornò nuovamente a Venezia.
Nel 1469 Giosafat Barbaro divenne provveditore di Scutari in Albania. Era al comando di 1200 cavalieri quando sostenne Lekë Dukagjini. Nel 1472 Barbaro tornò a Venezia dove divenne uno dei 41 senatori scelti come elettori, i quali nominarono Nicolò Tron come nuovo Doge.

## Conflitto tra Venezia e i Turchi ottomani
Nel 1463 il senato veneziano, cercando alleati contro i Turchi, aveva inviato Lazzaro Querini come primo ambasciatore in Persia, ma costui non riuscì a convincere la Persia ad attaccare i Turchi. Il governante della Persia, Uzun Hasan, mandò i propri inviati a Venezia. Dopo la sconfitta di Negroponte contro Turchi, Venezia, Napoli, Stato Pontificio, Regno di Cipro e Cavalieri Ospitalieri firmarono un accordo contro i Turchi.
Nel 1471 l'ambasciatore Querini tornò a Venezia con l'ambasciatore di Uzun Hassan, Murad. Il senato veneziano scelse di mandare un altro ambasciatore in Persia, scegliendo Caterino Zeno dopo che altri due uomini si erano rifiutati. Zeno, la cui moglie era nipote della moglie di Uzun Hassan, riuscì a convincere Hassan ad attaccare gli Ottomani. Hassan ebbe inizialmente successo, ma le potenze occidentali non attaccarono e la guerra fu controllata dalla Persia.

## Ambasciatore in Persia
Nel 1472 Giosafat Barbaro fu scelto come ambasciatore da mandare in Persia a causa della sua esperienza in Crimea, Granducato di Mosca e Tartaria. Parlava anche turco ed un poco di persiano. A Barbaro fu fornita una scorta di dieci uomini ed una paga annua di 1800 ducati. Tra le istruzioni ricevute c'era quella di convincere l'ammiraglio Pietro Mocenigo ad attaccare subito gli Ottomani ed organizzare una cooperazione navale tra Regno di Cipro e Cavalieri Ospitalieri. Fu anche messo a capo di tre galee piene di artiglieria, munizioni e personale militare che avrebbe dovuto aiutare Uzun Hassan.
Nel febbraio 1473 Barbaro e l'inviato persiano Haci Muhammad partirono da Venezia dirigendosi a Zara, dove incontrarono rappresentanti di Napoli e dello Stato Pontificio. Da qui passarono per Corfù, Modone e Corone prima di raggiungere Rodi ed infine Cipro, dove Barbaro fu trattenuto per un anno.

Il Mar Mediterranero orientale nel 1450, con i possedimenti veneziani in verde

Il Regno di Cipro, al largo della costa dell'Anatolia, era in posizione strategica per rifornire non solo Uzun Hassan in Persia, ma anche gli alleati veneziani di Caramania e Scandelore, mentre la flotta veneziana di Pietro Mocenigo fu usata per difendere le linee di comunicazione tra di loro. Re Giacomo II di Cipro aveva cercato di allearsi con Caramania e Scandelore, oltre che con il sultano d'Egitto, contro i Turchi. Re Giacomo aveva anche scritto al senato veneziano, sostenendo la necessità di supportare la Persia contro i Turchi, e le sue navi avevano cooperato con l'ammiraglio Mocenigo nella riconquista delle città costiere di Corico e Silifke.
L'emiro di Scandelore fu sconfitto dai Turchi nel 1473 nonostante l'aiuto militare del Regno di Cipro. La potenza della Caramania fu annientata. Giacomo II di Cipro disse privatamente a Giosafat Barbaro che si sentiva intrappolato tra due lupi, i sultani ottomano ed egiziano. Quest'ultimo era un feudatario di Giacomo, e non amico di Venezia.
Giacomo II avviò negoziati con i Turchi. Inizialmente si rifiutò di permettere alle galee veneziane armate di entrare nel porto di Famagosta. Quando Barbaro e l'ambasciatore veneziano, Nicolo Pasqualigo, cercarono di convincere Giacomo II a cambiare opinione il re minacciò di distruggere le galee ed uccidere ogni uomo a bordo.
Re Giacomo II di Cipro morì nel luglio del 1473, lasciando la regina Caterina vedova in attesa di un figlio. Giacomo aveva nominato un Consiglio di sette membri, tra cui il veneziano Andrea Cornaro, parente della regina, e Marin Rizzo e Giovanni Fabrice, agenti del Regno di Napoli che si opponevano all'influenza veneziana. La regina Caterina diede alla luce un figlio maschio, Giacomo III nell'agosto 1473, con l'ammiraglio Pietro Mocenigo ed altri ammiragli veneziani a fagli da padrini.
Appena ripartita la flotta veneziana scoppiò una rivolta fomentata dai napoletani, che portò alla morte di uno zio e di un cugino della regina. L'arcivescovo di Nicosia, Juan Tafures, il conte di Tripoli, il conte di Giaffa e Marin Rizzo conquistarono Famagosta, catturando la regina ed il neonato re.
Barbaro e Bailo Pasqualigo furono protetti dai soldati veneziani che avevano accompagnato Barbaro. I cospiratori fecero molti tentativi di convincere Barbaro a consegnare i soldati. Il conestabile di Cipro mandò un agente, mentre il conte di Tripoli, l'arcivescovo di Nicosia ed il conestabile di Gerusalemme gli fecero visita personalmente. Dopo essersi consultati con Bailo Pasqualigo, decisero di disarmare gli uomini ma di tenersi le armi. Barbaro avvisò i capitani delle galee veneziane presenti nel porto. Barbaro mandò dispacci al senato veneziano, avvisandoli degli eventi occorsi. In seguito Barbaro e le truppe veneziane si ritirarono su una delle galee.
Quando l'ammiraglio Mocenigo tornò a Cipro, i ribelli stavano litigando tra loro ed il popolo di Nicosia e Famagosta era insorto contro di loro. La rivolta fu soppressa, ed i capi che non erano riusciti a fuggire furono giustiziati, per cui Cipro divenne uno stato vassallo veneziano. Il senato veneziano autorizzò i soldati che avevano accompagnato Giosafat a restare a Cipro.
Giosafat Barbaro si trovava ancora a Cipro nel dicembre del 1473, ed il senato veneziano mandò una lettera in cui comandava a Barbaro di completare il proprio viaggio, inviando contemporaneamente in Persia il nuovo ambasciatore Ambrogio Contarini. Barbaro e l'inviato persiano lasciarono Cipro nel febbraio 1474 travestiti da pellegrini musulmani. Gli inviati pontificio e napoletano non li accompagnarono. Barbaro sbarcò a Caramania, dove il re lo avvisò del fatto che i Turchi controllavano il territorio che avrebbero voluto attraversare. Dopo essere sbarcato a Cilicia, il gruppo di Barbaro attraversò Tarso, Adana, Orfa, Merdin, Hasankeyf e Tigranocerta.

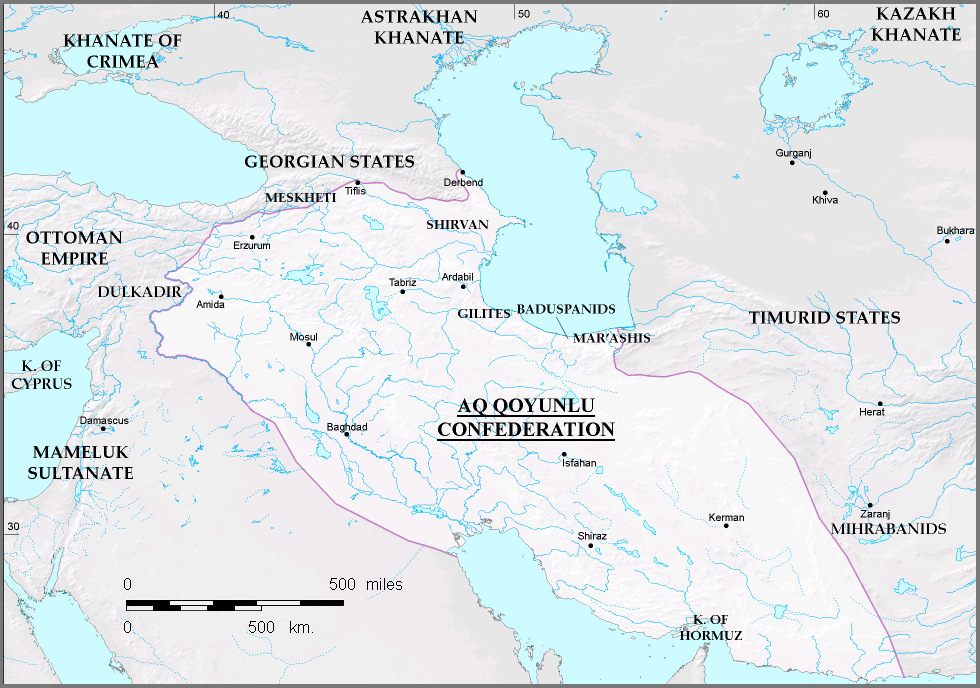
L'impero persiano alla fine del regno di Uzun Hassan, nel 1478

Nei monti Tauro del Kurdistan il gruppo di Barbaro venne attaccato dai banditi. Fuggì a cavallo, ma fu ferito e molti membri del gruppo, compreso il suo segretario e l'ambasciatore persiano vennero uccisi ed i loro beni saccheggiati. Al momento di raggiungere Tabriz, Barbaro ed il suo interprete furono assaliti dai Turcomanni dopo essersi rifiutati di consegnare una lettera a Uzun Hassan Barbaro ed i compagni rimasti raggiunsero infine la corte di Hassan nell'aprile del 1474.
Nonostante Barbaro andasse d'accordo con Uzun Hassan, non riuscì a convincerlo ad attaccare nuovamente gli Ottomani. Poco dopo il figlio di Hassan, Ogurlu Mohamed, si ribellò conquistando la città di Shiraz.

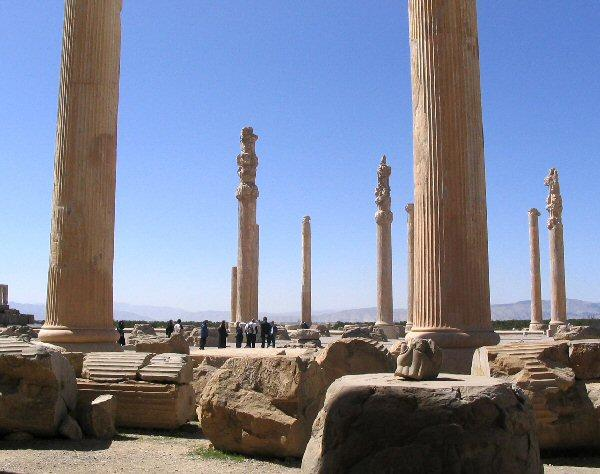
Rovine del palazzo di Apadana, Persepoli

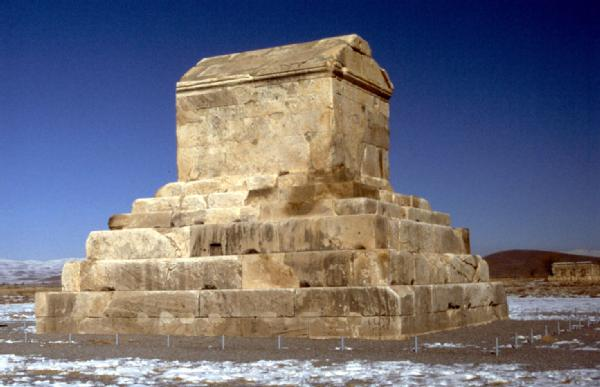
Tomba di Ciro a Pasargade

Barbaro visitò le rovine di Persepoli, che considerò erroneamente di origine ebraica. Visitò anche Tauris, Soldania, Isph, Cassan (Kashan), Kom, Yezd, Shiraz e Baghdad. Giosafat Barbaro fu il primo europeo a visitare le rovine di Pasargade, dove credette alla tradizione locale secondo cui la tomba di Ciro II di Persia sarebbe stata in realtà quella della madre di Salomone.
Barbaro visitò le rovine di Persepoli. L'altro ambasciatore veneziano, Ambrosio Contarini, giunse in Persia nell'agosto del 1474. Uzun Hassan decise che Contarini sarebbe dovuto tornare a Venezia con un documento, mentre Giosafat Barbaro sarebbe rimasto in Persia.

## Ritorno a Venezia
Barbaro fu l'ultimo ambasciatore veneziano a lasciare la Persia, dopo la morte di Uzun Hassan nel 1478. A questo punto solo uno dell'entourage di Barbaro rimase. Mentre i figli di Hassan si combattevano l'un l'altro per il trono, Barbaro assunse una guida armena e fuggì attraverso Erzurum, Aleppo e Beirut. Barbaro raggiunse Venezia nel 1479, dove dovette giustificare la lunga sosta a Cipro prima di proseguire per la Persia. Il racconto di Barbaro non conteneva solo argomenti politici e militari, ma parlava anche di agricoltura, commercio e tradizioni persiane.
Giosafat Barbaro fu capitano di Rovigo e provveditore di tutto il Polesine dal 1482 al 1485. Fu anche uno dei Consiglieri del Doge Agostino Barbarigo Morì nel 1494 e fu sepolto nella chiesa di San Francesco della Vigna.

## Opere
Nel 1487 Barbaro scrisse un racconto dei suoi viaggi, in cui dice di essere a conoscenza dei racconti di Niccolò Da Conti e John Mandeville.
Il racconto di Barbaro sui suoi viaggi fu pubblicato la prima volta dal 1543 al 1545 dai figli di Aldo Manuzio, all'interno di una collezione intitolata Viaggi fatti da Venezia alla Tana in Persia, India, e Constantinopoli, con la descrizione delle città, luoghi, siti, costumi, e della Porta del Gran Turco. Fu incluso poi nella raccolta Delle navigationi et viaggi di Giovanni Battista Ramusio (1559). Lo studioso e cortigiano William Thomas tradusse l'opera in inglese per il giovane re Edoardo VI dandogli il titolo di Travels to Tana and Persia ed includendovi il racconto del compagno ambasciatore di Barbaro in Persia, Ambrogio Contarini. L'opera fu ripubblicata a Londra nel 1873 dalla Hakluyt Society mentre un'edizione in russo fu pubblicata nel 1971. Nel 1583 il racconto di Barbaro fu pubblicato da Filippo Giunti in Volume Delle Navigationi Et Viaggi assieme a quello di Marco Polo ed a quello di Kirakos Gandzaketsi relativo ai viaggi di Aitone I d'Armenia. Nel 1601 i racconti di Barbaro e Contarini furono inseriti nel Rerum Persicarum Historia di Pietro Bizzarri con i racconti di Filippo Buonaccorsi, Jacob Geuder von Heroldsberg, Giovanni Tommaso Minadoi e Henricus Porsius, pubblicato a Francoforte. Nel 2005 il racconto di Barbaro fu pubblicato anche in turco col titolo di Anadolu'ya ve İran'a seyahat.
Il racconto di Barbaro fornisce più informazioni sulla Persia e sulle sue risorse rispetto a quello di Contarini. Dimostrò abilità nell'osservazione di luoghi stranieri e nella loro descrizione. Molte delle informazioni di Barbaro sul Khanato dell'Orda d'Oro, Persia, e sulla Georgia non si trovano in nessun'altra fonte.
I dispacci di Giosafat Barbaro al senato veneziano furono raccolti da Enrico Cornet e pubblicati col titolo di Lettere al Senato Veneto nel 1852 a Vienna. Barbaro parlò anche dei suoi viaggi in una lettera scritta nel 1491 al vescovo di Padova, Pietro Barocci.

## Nella cultura di massa
È uno dei personaggi storici del romanzo di Dorothy Dunnett intitolato Caprice and Rondo nella serie House of Niccolò.
Ne parla Angelo Paratico nel suo libro Leonardo Da Vinci. Un intellettuale cinese nel Rinascimento italiano Gingko Editore, 2017, dicendo che Caterina, madre di Leonardo, poteva essere una schiava trasportata da Barbaro a Venezia.